# Messina Chasma

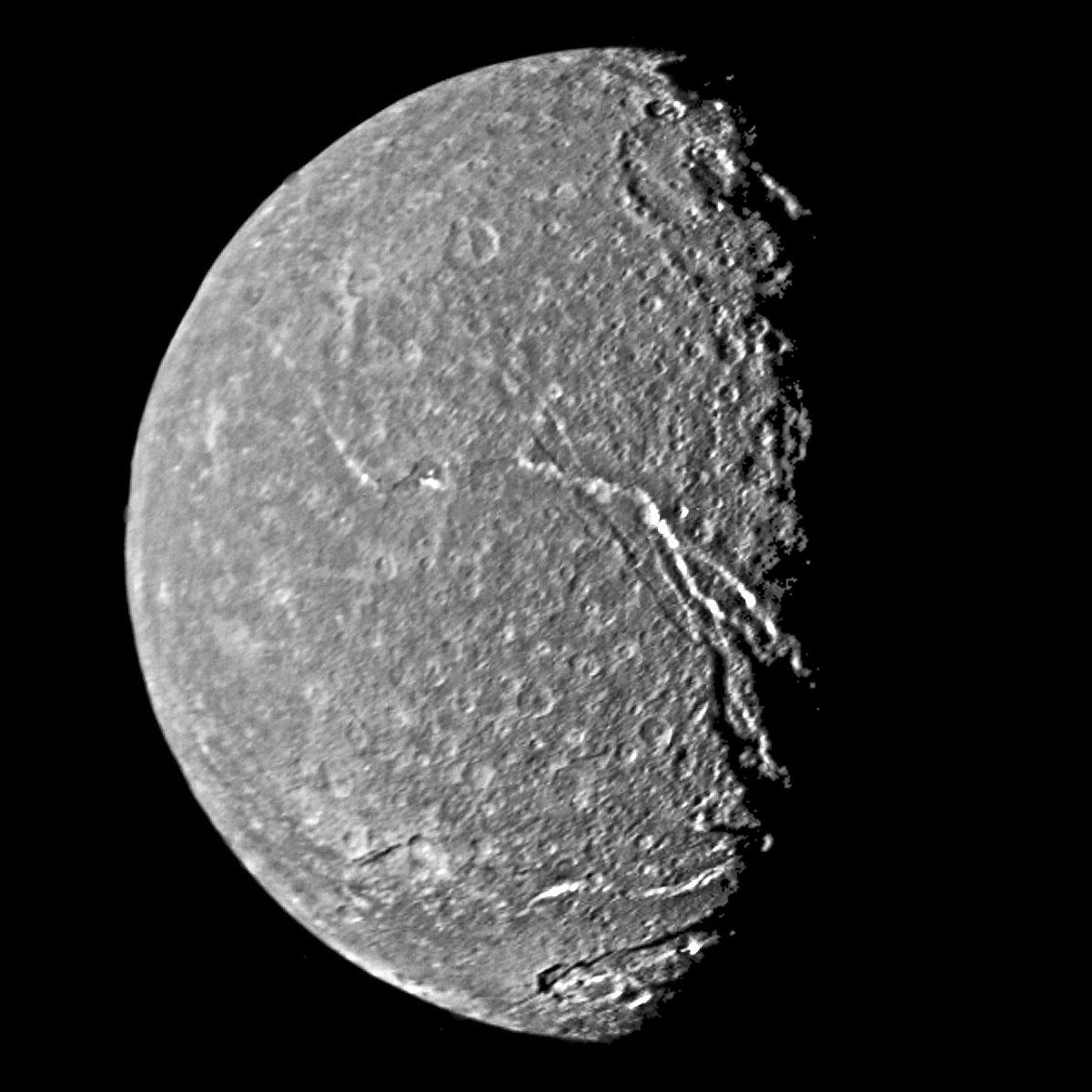
Imatge de Titània presa pel Voyager 2. Messina Chasma n'és al centre

Messina Chasma és el congost -anomenat chasmata en llenguatge astrogeològic- més extens de la superfície de Titània, satèl·lit del planeta Urà.
El seu nom prové de la comèdia de William Shakespeare, Molt de soroll per no res.
El congost està format per dues falles normals, que van en direcció NO-ES, de 1.492 km de longitud formant una fossa tectònica. El congost talla alguns cràters d'impacte, i açò probablement significa que es formà en una fase tardana de l'evolució geològica de Titània, quan el seu interior s'expandí i la superfície gelada es va partir. Messina Chasma només té uns pocs cràters superposats, creats després del congost, la qual cosa és un altre indici de la relativa joventut d'aquest accident geològic.
La primera imatge del Messina Chasma, la feu la sonda espacial Voyager 2 en sobrevolar Urà el 1986.